# نهائي كأس رابطة الأندية الإنجليزية المحترفة 1979
نهائي كأس رابطة الأندية الإنجليزية المحترفة 1979 هي المباراة النهائية من منافسة كأس رابطة الأندية الإنجليزية المحترفة 1978–79، أقيمت المباراة في 17 مارس 1979، في ملعب ويمبلي، بين فريقي نوتينغهام فورست، ونادي ساوثهامبتون، وفاز فيها نوتينغهام فورست، بعد أن هزم نادي ساوثهامبتون، بنتيجة 3 - 2.

## تفاصيل المباراة
لعبت المباراة النهائية في 17 مارس 1979.
| نوتينغهام فورست | 3 -2 | نادي ساوثهامبتون |
| --------------- | ---- | ---------------- |
|                 |      |                  |